# Aïn Zaouia
Aïn Zaouia (în arabă عين الزاوية) este o comună din provincia Tizi Ouzou, Algeria.
Populația comunei este de 17.320 de locuitori (2008).